# Hercegovačka Goleša

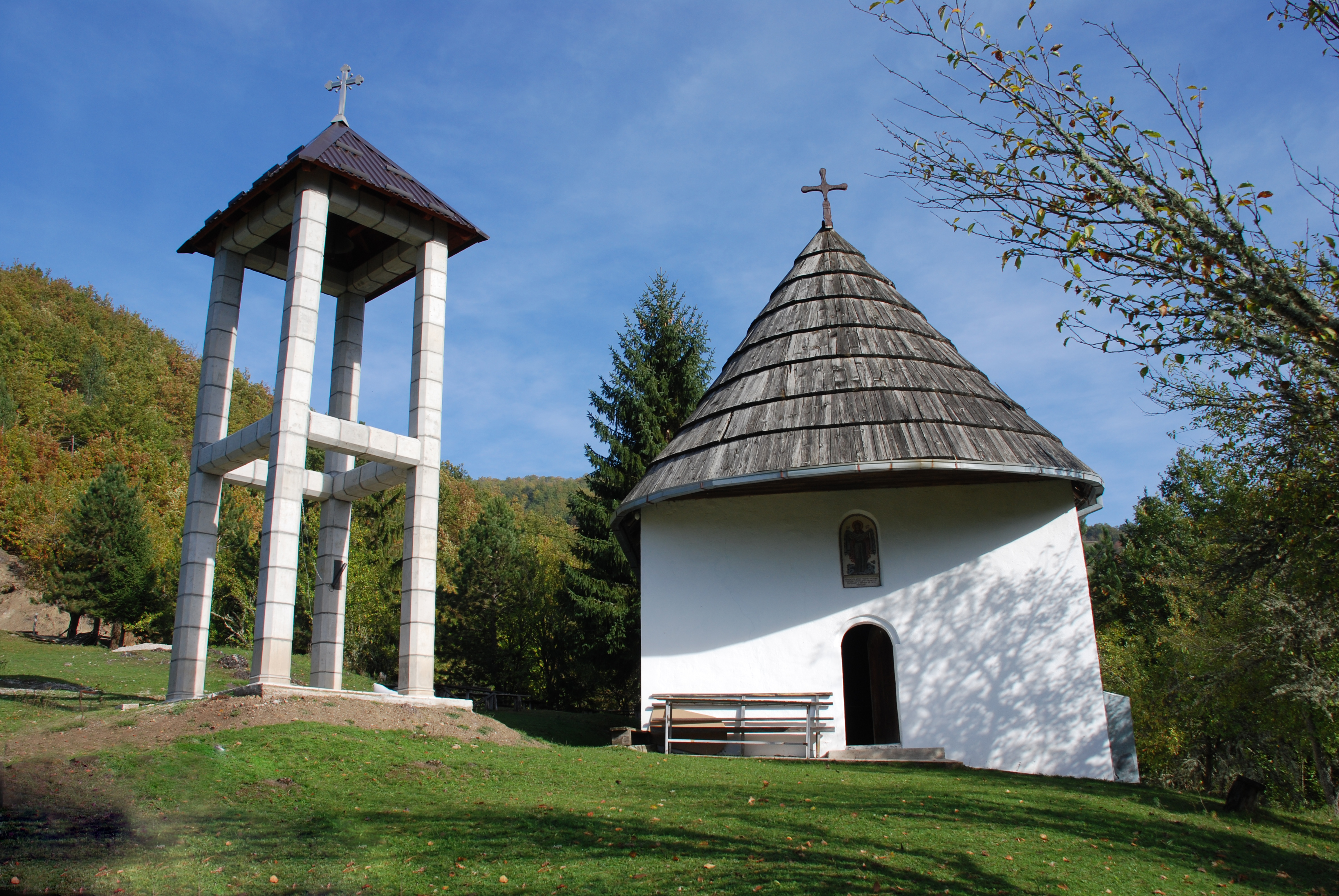
Fachada da Igreja da Virgem (Church of The Virgin) em Hercegovačka Goleša perto de Priboj.

Hercegovačka Goleša (em cirílico: Херцеговачка Голеша) é uma vila da Sérvia localizada no município de Priboj, pertencente ao distrito de Zlatibor, na região de Stari Vlah. A sua população era de 289 habitantes segundo o censo de 2011.

## Demografia
| 1948 | 1953 | 1961 | 1971 | 1981 | 1991 | 2002 | 2011 |
| ---- | ---- | ---- | ---- | ---- | ---- | ---- | ---- |
| 817  | 1020 | 1050 | 1051 | 877  | 675  | 430  | 289  |